# Mausolée grand-ducal de Saint-Pétersbourg
Le mausolée grand-ducal de Saint-Pétersbourg (en russe : Великокняжеская усыпальница) est un édifice de Saint-Pétersbourg, en Russie, qui abrite les tombeaux de certains grands-ducs et grandes-duchesses de Russie. Il est construit entre 1897 et 1908 sur les plans de l'architecte russe David Ivanovitch Grimm.

## Histoire

### La première nécropole grand-ducale
À partir du règne de Pierre Ier, la cathédrale Pierre-et-Paul de Saint-Pétersbourg devient le lieu d'inhumation de la plupart des membres de la famille impériale de Russie. Mais, au bout d'un siècle, les places viennent à manquer. En 1831, Nicolas Ier décide que seuls les empereurs et impératrices reposeraient dans la cathédrale. Une petite chapelle est alors construite sur le côté nord de la cathédrale afin d'abriter les restes des autres membres de la famille Romanov. Très vite cependant cet édifice exigu ne peut recevoir de nouveaux corps et dès la fin du XIXe siècle l'agrandissement devient nécessaire. En outre, le sol marécageux de l'île-forteresse Pierre-et-Paul érode prématurément les briques stuquées.

### Le nouveau mausolée

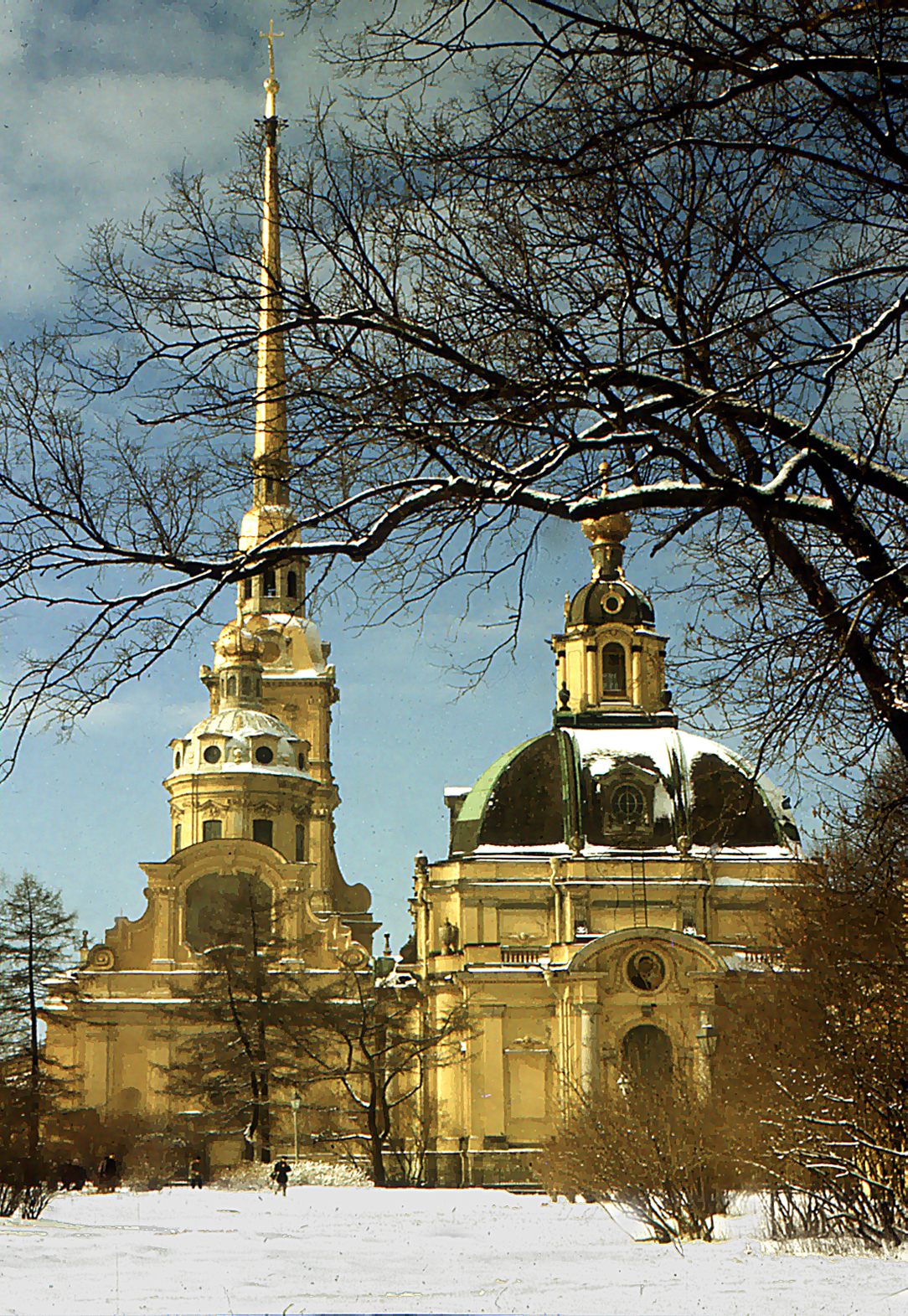
Le mausolée grand-ducal (à droite) et la cathédrale Pierre-et-Paul (à gauche)

Confiés par Nicolas II à l'architecte russe David Ivanovitch Grimm, les travaux de cette nouvelle et spacieuse chapelle funéraire commencent en 1897. Après le décès de Grimm, la direction en est confiée successivement à Antoni Osipovitch Tomichko (1851-1900) puis à Leonti Nikolaïevitch Benoua (1856-1928). Le 27 mai 1901, le plan initial subit une modification quand Nicolas II approuve un nouveau plan qui consiste à édifier un arc parabolique afin de donner à cet édifice une hauteur de 48 mètres.
À l'issue de dix ans de travaux, le mausolée honorant saint Alexandre Nevski, est consacré le 5 novembre 1908. Il n'est pas une église et est réservé à l'inhumation des grands-ducs et grandes-duchesses de la famille impériale de Russie, c'est-à-dire les enfants cadets et petits-enfants des souverains russes.

### La décoration intérieure
La décoration intérieure, elle, est confiée aux architectes Leonti Nikolaïevitch Benoua et Alexandre Pomerantsev. L'intérieur de cette chapelle funéraire est richement décoré de marbre blanc italien, dont une superbe iconostase, et de granit blanc de Sortavala. Les colonnes sont en labradorite noire, cependant que des mosaïques et des bronzes dorés ornent également ce bâtiment. Enfin, un vitrail représentant la Résurrection du Christ, œuvre du dessinateur Nikolaï Brouni, imitant le style Art nouveau et réalisée à Munich par l'entreprise F.K. Tsettler, est installé au-dessus de l'autel.

### Les dégradations et transformations du mausolée à l'époque soviétique

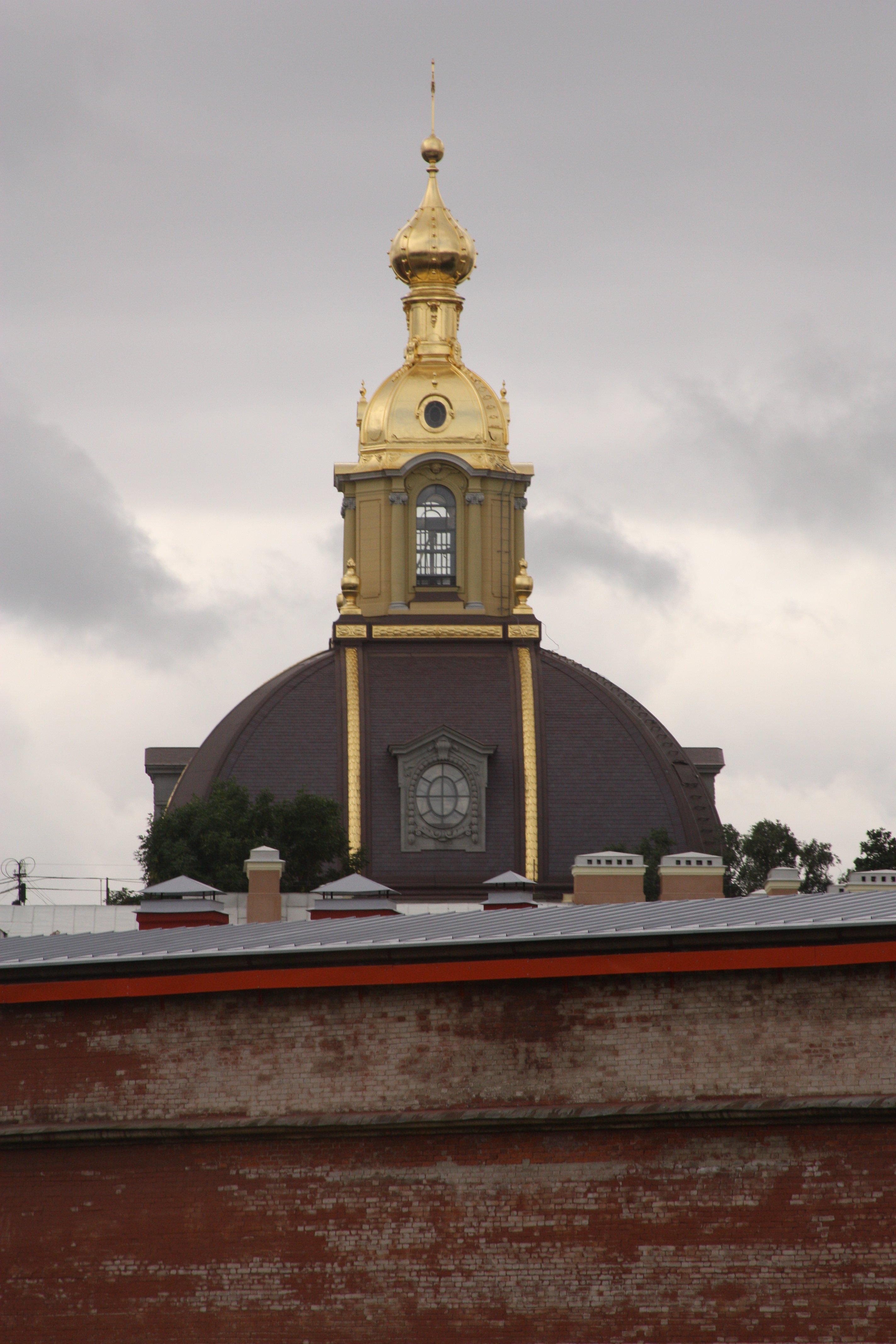
Le dôme du mausolée

Après la Révolution russe, l'intérieur du mausolée subit de graves mutilations. Les fenêtres de stuc doré du dôme sont condamnées. L'autel et l'iconostase sont détruits, les ornements de bronze recouvrant les tombeaux fondus, alors que les cénotaphes, dont celui en marbre rouge du grand-duc Alexis Alexandrovitch, sont démontés.
Enfin, recouvrant les tombes sans les détruire, une dalle de ciment est coulée sur le sol.
À l'extérieur de la nécropole, la lourde croix de bronze doré surplombant l'entrée du mausolée est jetée au sol. Au cours de la Grande Guerre patriotique, le vitrail représentant la Résurrection du Christ est quant à lui détruit par une explosion. Dénaturé, l'édifice est utilisé comme annexe du musée de la Révolution, puis comme bibliothèque et enfin sert d'entrepôt pour une fabrique de papier.

### La restauration du mausolée

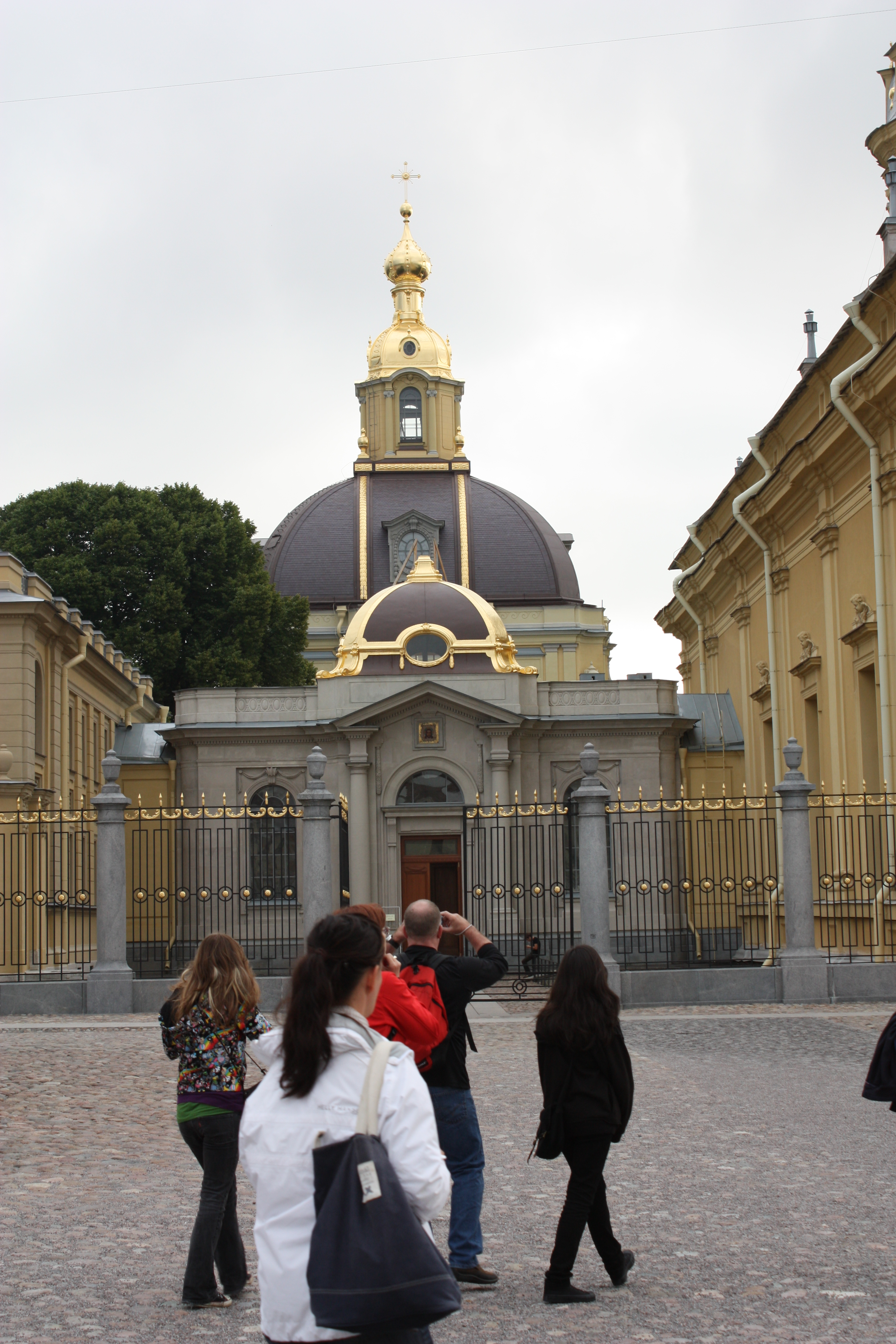
L'entrée du mausolée

À plusieurs reprises, des travaux de restauration sont entrepris, notamment entre 1950 et 1960 puis dans les années 1980.
En 1992, avec l'assentiment de Boris Eltsine, le grand-duc Vladimir Kirillovitch de Russie est inhumé dans la nécropole grand-ducale. À cette occasion, l'intérêt est de nouveau porté à cet édifice par les autorités de l'État, qui, considérant que ce mausolée fait partie intégrante de l'ensemble funéraire de la famille impériale de Russie, prennent la décision de le restaurer afin qu'il soit rendu à sa destination première. Les travaux extérieurs commencent trois ans plus tard par le ravalement des façades et la réfection de la toiture,.
En 2006, grâce aux dessins conservés au musée d'État russe et par l'entreprise de verrerie munichoise F. K. Tsettler, le vitrail de la Résurrection du Christ est recréé par Alexeï Iakovlev, avant d'être replacé au-dessus de l'autel. Le cénotaphe du grand-duc Alexis Alexandrovitch, démonté après la Révolution mais dont les éléments le constituant avait été précieusement conservés, est replacé dans la nef de la chapelle. En 2009, après des mois d'études, les efforts de restauration se portent sur l'intérieur de l'édifice. Sous l'autorité de l'architecte en chef du projet de restauration, Svetlana Nalivkina, les sculptures de stuc des ouvrages de maçonnerie formant l'encoignure de l'embrasure des fenêtres sont restaurées, alors que les lustres et le mobilier sont recréés à l'identique. L'année suivante, l'imposante croix de cuivre reprend sa place au-dessus du porche d'entrée.
La prochaine tranche de réhabilitation du sanctuaire doit porter sur le rétablissement de l'autel et la réfection des tombes situées dans la crypte mais aucune date pour le début des travaux n'a été avancée. En effet, selon un historien russe, après la révolution russe, les plaques tombales ont été ôtées, des bolcheviks ont pillé les tombes, dérobant au passage de nombreux objets de valeur.

## La nécropole

### Les premières inhumations
Initialement la nouvelle nécropole est prévue pour recevoir trois-cents dépouilles, mais le nombre est finalement réduit à soixante. En 1908, les corps de huit grands-ducs et grandes-duchesses, morts entre 1843 et 1905, sont transférés depuis la cathédrale. La même année, le grand-duc Alexis Alexandrovitch, fils d'Alexandre II, est le premier membre de la famille impériale inhumé dans le mausolée. En 1915, Constantin Constantinovitch est le dernier grand-duc inhumé sous les voûtes de la nécropole avant la chute de la monarchie.

### Les dernières inhumations
Après celle de leur fils, Vladimir Kirillovitch, en 1992, les dépouilles du grand-duc Cyrille Vladimirovitch et de son épouse, la grande-duchesse Victoria Mélita, transférées du château de Cobourg, en Allemagne, y sont inhumées le 7 mars 1995, après une cérémonie religieuse en la cathédrale Pierre-et-Paul.
Le 3 juin 2010, les funérailles de la princesse Léonida Guéorguievna, veuve de Vladimir Kirillovitch, se déroulent dans le mausolée où elle est à son tour inhumée, près de son époux.

### Disposition des pierres tombales à l'intérieur de la nécropole
Alors qu'au sein de la cathédrale Pierre-et-Paul les défunts sont inhumés dans des tombeaux de marbre blanc, dans la nécropole grand-ducale une simple plaque de marbre est posée à même le sol, sur laquelle est inscrit le titre, le nom, le lieu et la date de naissance et de mort et la date de l'inhumation du défunt.
Exemple : Prince 
- Vladimir Kirillovitch de Russie
- Provoo. 30 août 1917
- Miami. 21 avril 1992
- 1992

À l'intérieur du mausolée, les tombeaux des grands-ducs et grandes-duchesses de Russie sont disposés :
- Sur la gauche de l'autel sont inhumés le grand-duc Constantin Nikolaïevitch, son épouse et trois de ses enfants, ainsi que la grande-duchesse Alexandra Nikolaïevna, fille de Nicolas Ier.

- Sur le côté  droit de l'autel, reposent les grands-ducs Alexis Alexandrovitch, Vladimir Alexandrovitch et ses fils Alexandre Vladimirovitch et Cyrille Vladimirovitch, ainsi que l'épouse de ce dernier.

- En franchissant l'entrée de la nécropole, à droite, on découvre les pierres tombales de la famille des ducs de Leuchtenberg. En raison du mariage de Maximilien de Leuchtenberg avec la grande-duchesse Marie Nikolaïevna de Russie, fille de Nicolas Ier, les enfants du couples peuvent y reposer.

### Liste des personnalités inhumées dans le mausolée grand-ducal

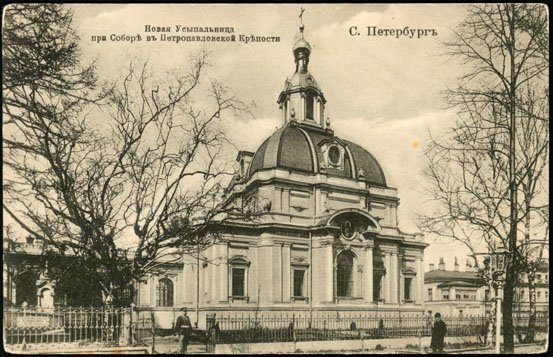
Le mausolée grand-ducal à Saint-Petersbourg en 1911

#### Transférées en 1908
1. Alexandra Maximilianovna, princesse de Leuchtenberg et Romanovska (9 avril 1840 - 12 août 1843) (fille de Marie Nikolaïevna de Russie)
2. Alexandra Nikolaïevna, grande-duchesse de Russie (24 juin 1825 - 10 août 1844) (fille de Nicolas Ier de Russie)
3. Marie Nikolaïevna, grande-duchesse de Russie (18 août 1819 - 21 février 1876) (fille de Nicolas Ier de Russie)
4. Alexandre Vladimirovitch, grand-duc de Russie (31 août 1875 - 16 mars 1877) (fils de Vladimir Alexandrovitch de Russie)
5. Serge Maximilianovtich, duc de Leuchtenberg (20 décembre 1849 - 24 octobre 1877) (fils de Marie Nikolaïevna)
6. Viatcheslav Constantinovitch, grand-duc de Russie (13 juillet 1862 - 27 février 1879) (fils de Constantin Nikolaïevitch de Russie)
7. Constantin Nikolaïevitch, grand-duc de Russie (9 septembre 1827 - 13 janvier 1892) (fils de Nicolas Ier de Russie)
8. Nathalie Constantinovna, princesse de Russie (née et morte en 1905) (fille de Constantin Constantinovitch)

#### Inhumées entre 1908 et 1915
1. Alexis Alexandrovitch, grand-duc de Russie (14 janvier 1850 - 14 novembre 1908) (fils d'Alexandre II)
2. Vladimir Alexandrovitch, grand-duc de Russie (22 avril 1847 - 17 février 1909) (fils d'Alexandre II)
3. Alexandra de Saxe-Altenbourg, grande-duchesse de Russie (8 juillet 1830 - 6 juillet 1911) (épouse de Constantin Nikolaïevitch de Russie)
4. Georges de Leuchtenberg, duc de Leuchtenberg et prince Romanovsky (17 février 1852 - 20 avril 1912) (fils de Maria Nikolaïevna de Russie)
5. Constantin Constantinovitch, grand-duc de Russie (22 août 1858 - 15 juin 1915) (fils de Constantin Nikolaïevitch de Russie)

#### Inhumées depuis 1992
1. Vladimir Kirillovitch, prince de Russie, prétendant au trône de Russie (30 août 1917 - 21 avril 1992) (fils de Cyrille Vladimirovitch)
2. Cyrille Vladimirovitch, grand-duc de Russie, prétendant au trône de Russie (12 octobre 1876 - 12 octobre 1938) (fils de Vladimir Alexandrovitch de Russie)
3. Victoria Mélita de Saxe-Cobourg-Gotha, grande-duchesse de Russie (25 novembre 1876 - 2 mars 1936) (épouse de Cyrille Vladimirovitch)
4. Léonida Guéorguievna, princesse de Russie (23 septembre 1914 - 24 mai 2010) (épouse de Vladimir Kirillovitch)

### Portraits des personnalités inhumées dans le mausolée

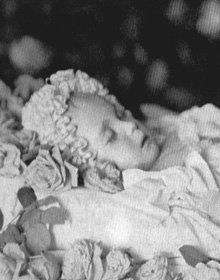
Alexandre Alexandrovitch (1875-1877)
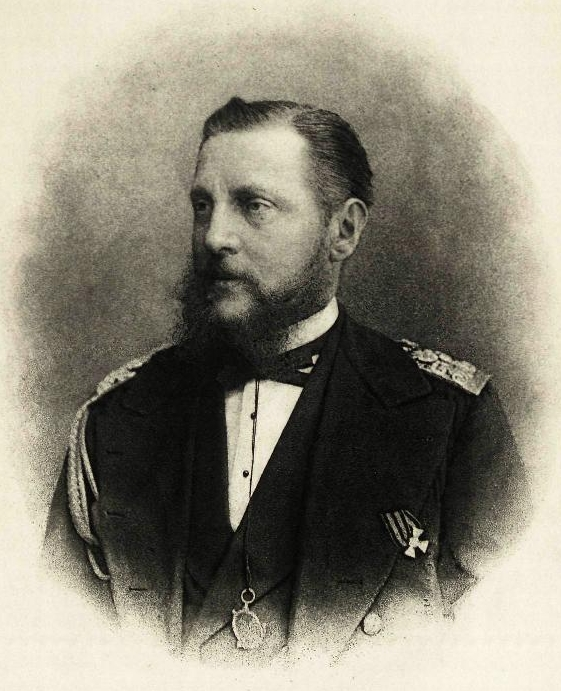
Constantin Nikolaïevitch
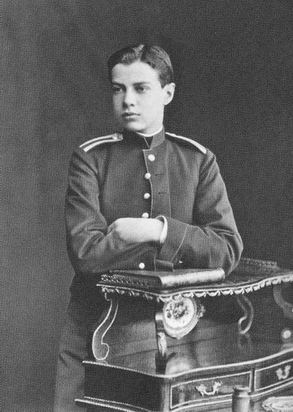
Viatcheslav Constantinovitch
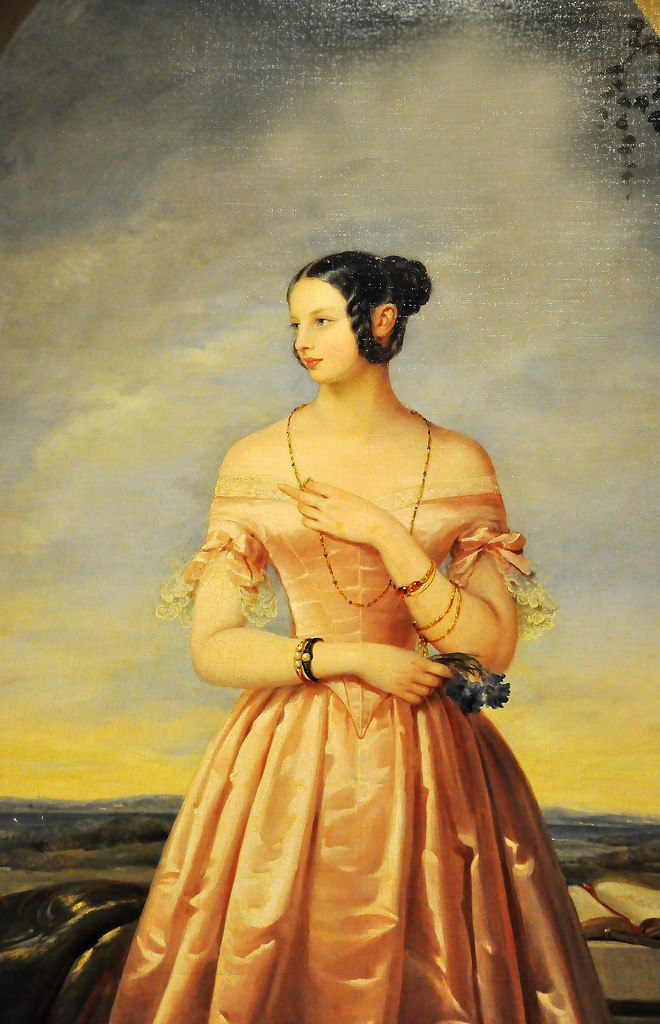
Alexandra Maksimilianovna, duchesse de Leuchtenberg
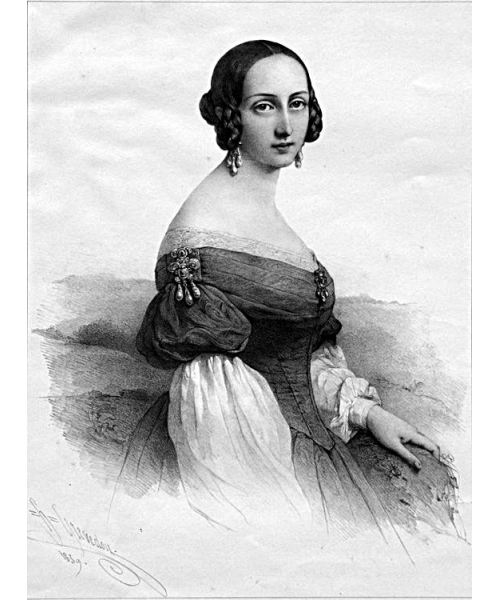
Marie Nikolaïevna
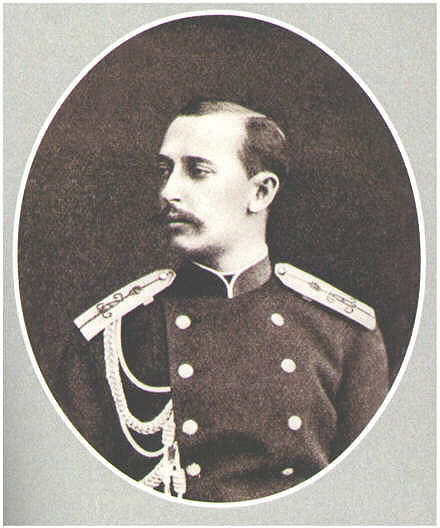
Sergueï Maksimilianovitch, duc de Leuchtenberg
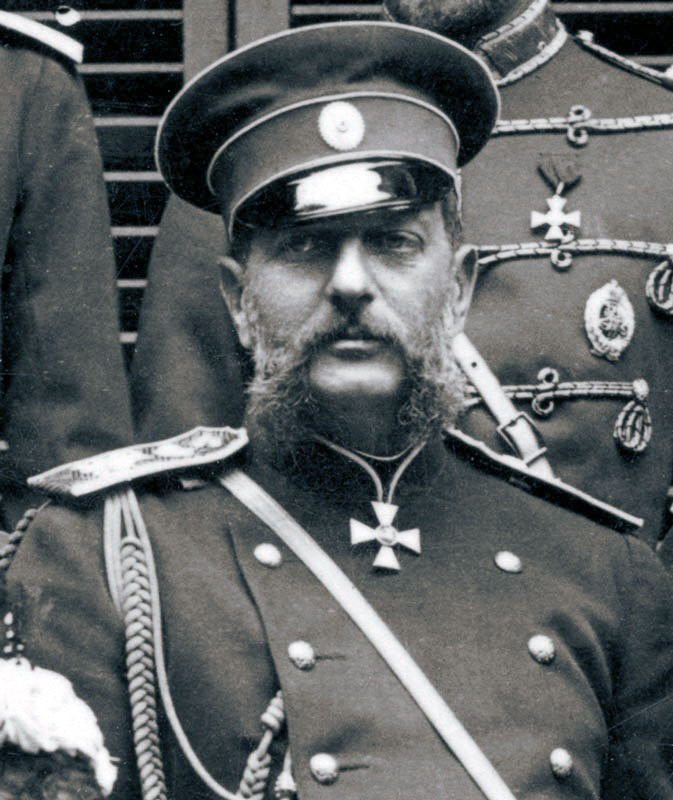
Vladimir Alexandrovitch
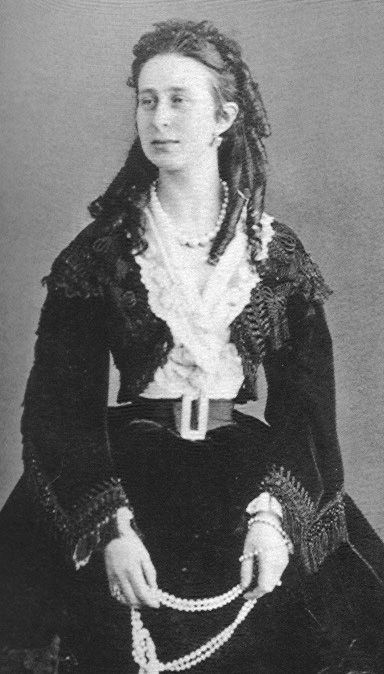
Alexandra de Saxe-Altenbourg
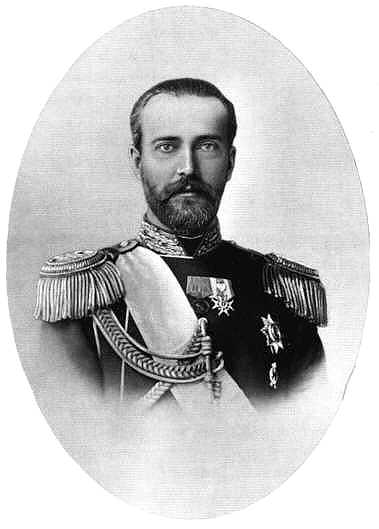
Georges Maksimilianovitch Romanovski, duc de Leuchtenberg
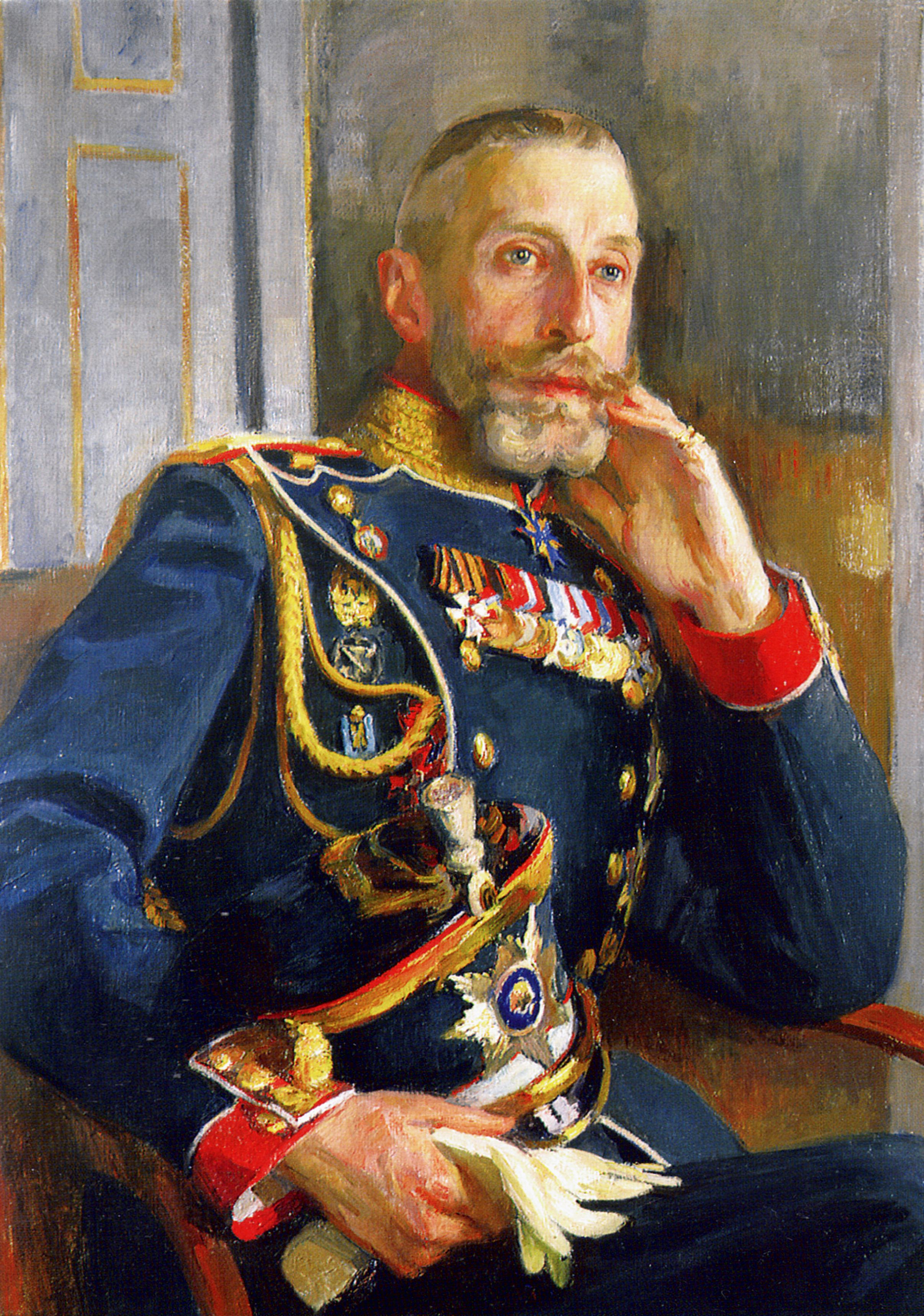
Constantin Constantinovitch
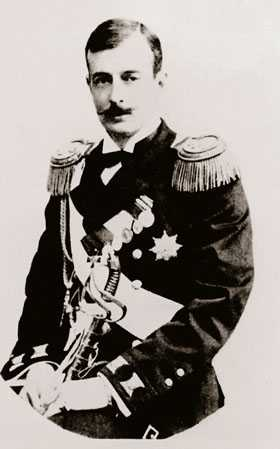
Cyrille Vladimirovitch
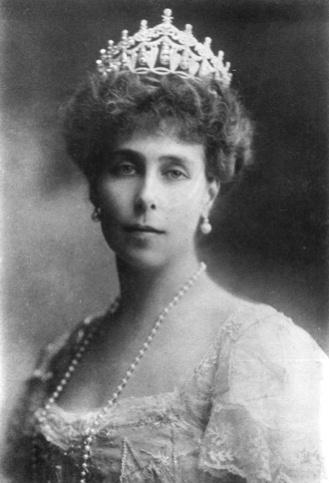
Victoria Mélita de Saxe-Cobourg-Gotha
Léonida Guéorguievna